# 中華民國總統官邸
中華民國總統官邸是中華民國總統的正式居所，由中華民國政府提供予總統及第一家庭於其任職期間入住。現址自李登輝就任總統後開始使用，位於臺灣臺北市中正區重慶南路二段及愛國西路交會處，與博愛特區相鄰。

## 沿革
1948年行憲後，蔣中正與李宗仁依《中華民國憲法》分別就任中華民國總統與中華民國副總統，此時中華民國政府尚未提供正副元首官邸，兩人均各自居住於原有在南京市的寓所。隨著中華民國政府遷台，總統蔣中正最初以陽明山的“草山招待所”暫為住所，1950年士林官邸完工正式後搬遷入住。隨著陽明山管理局被劃入臺北市，後來歷任總統的官邸也皆位在臺北，惟位置並不固定；直到李登輝就任總統後，才以其擔任副總統期間位於重慶南路上、距離總統府相當靠近之官邸作為總統的正式居所，並延續至今。
總統官邸作為總統的居所，早期並未將其法制化，僅單純將總統個人的寓所稱為官邸，並隨著人事更迭而改變；直到1990年代臺灣民主化以後，官邸作為法定居所的制度才正式確立。現今總統官邸除了作為總統的住所外，也經常成為總統接見外賓和議事之處，儼然已不單單僅具備休憩性質。

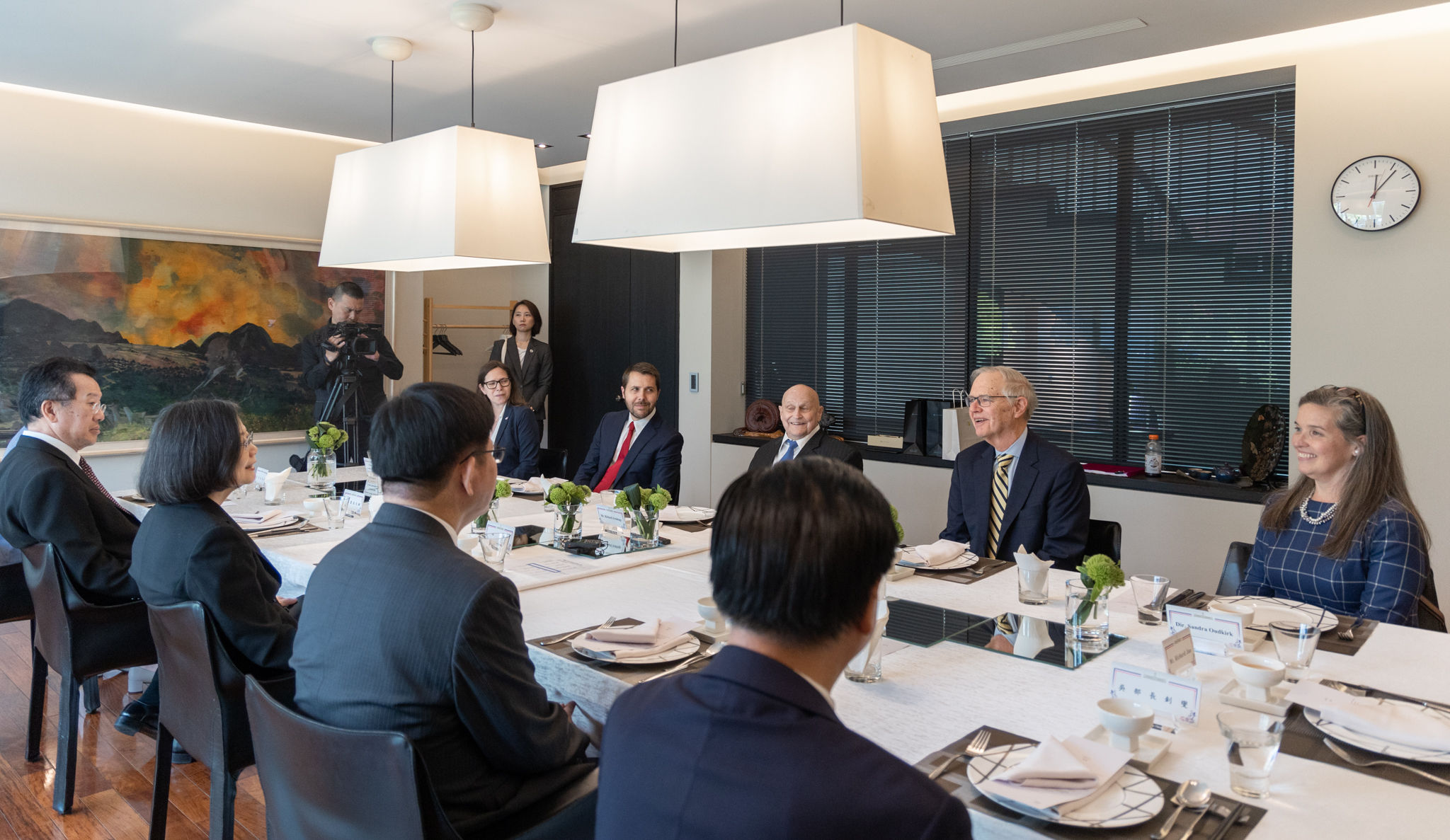
蔡英文總統在官邸宴請美国特使團

### 歷任總統官邸
| 次序 | 總統            | 別稱     | 使用日期                       | 地址                                            | 備註 | 照片 |
| ---- | --------------- | -------- | ------------------------------ | ----------------------------------------------- | --- | ---- |
| 1    | 蔣中正          | 憩廬     | 1948年5月20日 － 1949年1月21日 | 南京市第一區黃埔路3號                           | - 時位於中華民國陸軍軍官學校校內，現稱「中央陆军军官学校旧址」，為中华人民共和国全国重点文物保护单位並為中国人民解放军东部战区司令部。 |      |
| 2    | 李宗仁 （代理） | 無       | 1949年1月21日 － 1949年4月23日 | 南京市第六區傅厚岗68號                          | - 現稱「李宗仁公馆旧址」，為中华人民共和国江苏省文物保护单位。 |      |
| 3    | 蔣中正          | 士林官邸 | 1950年3月1日 － 1975年4月5日   | 臺北市士林區福林路60號                          | - 日治時期原為台灣總督府農業試驗所士林園藝試驗支所，現為中華民國國定古蹟。 - 1967年以前官邸所在地為臺灣省臺北縣士林鎮。 |      |
| 4    | 嚴家淦          | 重慶官邸 | 1975年4月6日 － 1978年5月20日  | 臺北市中正區重慶南路二段2-4號                   | - 日治時期原為臺灣銀行副總裁官邸，現稱「嚴家淦故居」，為中華民國國定古蹟。 |      |
| 5    | 蔣經國          | 七海寓所 | 1978年5月20日 － 1988年1月13日 | 臺北市中山區北安路271號                         | - 位於現「經國七海文化園區」內，為臺北市市定古蹟。 - 將官邸名稱改為「寓所」。 |      |
| 6    | 李登輝          | 大安官邸 | 1988年1月13日 至今             | 臺北市中正區龍福里 重慶南路二段及愛國西路交會處 | - 原為第七任總統蔣經國為時任副總統李登輝所建之官邸。1988年1月13日蔣經國逝世，李登輝繼任總統後成為總統官邸，並將「寓所」改回「官邸」。 - 臺灣民主化後隨歷任總統交接使用迄今，但官邸別稱隨各總統之維安代號的改變而不同。 - 馬英九就任總統後再次將「官邸」改稱「寓所」。 |      |
| 6    | 陳水扁          | 玉山官邸 | 1988年1月13日 至今             | 臺北市中正區龍福里 重慶南路二段及愛國西路交會處 | - 原為第七任總統蔣經國為時任副總統李登輝所建之官邸。1988年1月13日蔣經國逝世，李登輝繼任總統後成為總統官邸，並將「寓所」改回「官邸」。 - 臺灣民主化後隨歷任總統交接使用迄今，但官邸別稱隨各總統之維安代號的改變而不同。 - 馬英九就任總統後再次將「官邸」改稱「寓所」。 |      |
| 6    | 馬英九          | 中興寓所 | 1988年1月13日 至今             | 臺北市中正區龍福里 重慶南路二段及愛國西路交會處 | - 原為第七任總統蔣經國為時任副總統李登輝所建之官邸。1988年1月13日蔣經國逝世，李登輝繼任總統後成為總統官邸，並將「寓所」改回「官邸」。 - 臺灣民主化後隨歷任總統交接使用迄今，但官邸別稱隨各總統之維安代號的改變而不同。 - 馬英九就任總統後再次將「官邸」改稱「寓所」。 |      |
| 6    | 蔡英文          | 永和寓所 | 1988年1月13日 至今             | 臺北市中正區龍福里 重慶南路二段及愛國西路交會處 | - 原為第七任總統蔣經國為時任副總統李登輝所建之官邸。1988年1月13日蔣經國逝世，李登輝繼任總統後成為總統官邸，並將「寓所」改回「官邸」。 - 臺灣民主化後隨歷任總統交接使用迄今，但官邸別稱隨各總統之維安代號的改變而不同。 - 馬英九就任總統後再次將「官邸」改稱「寓所」。 |      |
| 6    | 賴清德          | 萬里寓所 | 1988年1月13日 至今             | 臺北市中正區龍福里 重慶南路二段及愛國西路交會處 | - 原為第七任總統蔣經國為時任副總統李登輝所建之官邸。1988年1月13日蔣經國逝世，李登輝繼任總統後成為總統官邸，並將「寓所」改回「官邸」。 - 臺灣民主化後隨歷任總統交接使用迄今，但官邸別稱隨各總統之維安代號的改變而不同。 - 馬英九就任總統後再次將「官邸」改稱「寓所」。 |      |

註：受第二次国共内战影響，總統蔣中正於1949年1月21日宣佈「下野」，由時任副總統李宗仁代理總統。1949年4月23日南京為中国人民解放军所佔領，期間蔣中正與李宗仁旅行於中国大陆與臺灣各地指揮作戰，並無固定之總統官邸。中華民國政府遷台後，蔣中正於1950年3月1日在臺北宣佈「復行視事」，繼續行使總統職權。

## 副總統官邸
中華民國副總統的官邸情形早期與總統類似，政府皆未提供正式居所予副總統及其家屬，故早期「副總統官邸」即是指副總統個人寓所。在未法制化前，副總統官邸多位於首都臺北市，如陳誠已拆除之官邸位於大安區信義路二段20巷1號之1、嚴家淦官邸位於中正區重慶南路、謝東閔及李元簇之官邸皆位於中山區大直、李登輝任副總統早期之官邸位於大安區大安路二段等。
2002年，陳水扁政府始着手修繕陳誠家族位於仁愛路的舊宅（由陳履安兄弟捐贈給政府，作制度化官邸之用），將其改建為副總統官邸、並將官邸法制化，由時任副總統呂秀蓮率先入住。後續馬英九政府時期的兩任副總統蕭萬長和吳敦義並未遷入，而是居住於自宅，僅將官邸做為會客場所使用；直到陳建仁就任後，官邸才又恢復為副總統的實際居所。

## 安全維護
目前總統與副總統官邸的維安工作由國家安全局特種勤務指揮中心統合指揮侍衛編組、便衣編組、武裝編組、警察編組，並區分侍衛區、內衛區、中衛區、外衛區，共同維護警衛對象、家屬及其住所之安全與安寧，隨後衍生為總統就任時自行選定維安任務代號。而總統副總統官邸也隨維安代號的改變，而有不同的別稱。警衛室代號取意不同，則往往展現當時國情、政權輪替，總統治國風格與理念等。

### 總統警衛室
| 總統   | 代號 | 寓意                                                                                             |
| ------ | ---- | ------------------------------------------------------------------------------------------------ |
| 蔣中正 | 無   | 官邸原為臺灣總督府農業試驗所士林園藝試驗支所，且位於臺北市士林區而得名。                         |
| 嚴家淦 | 重慶 | 取意「雙重喜慶」，官邸位於重慶南路，重慶市亦是中華民國抗日戰爭時期的陪都之名。                   |
| 蔣經國 | 七海 | 官邸原為協防臺灣海峽的美國海軍第七艦隊司令官使用。                                               |
| 李登輝 | 大安 | 取意「天下太平，康健舒泰」，其任副總統早期官邸位於大安區大安路，大安亦是常見的臺灣地名。         |
| 陳水扁 | 玉山 | 取臺灣第一高山玉山之名，象徵「全民總統」新氣象，也有「玉山之子」、「臺灣之子」之意。             |
| 馬英九 | 中興 | 寓意「振興台灣」，近似中國歷代中興。因官邸位於中正區，其自宅位於文山區興隆路，各取一字組合而成。 |
| 蔡英文 | 永和 | 取臺灣「永久和平」之意，且曾居住過今日新北市永和區。                                             |
| 賴清德 | 萬里 | 沿用其擔任副總統時期之代號。                                                                     |

### 副總統警衛室
| 副總統 | 代號 | 備註                                                                 |
| ------ | ---- | -------------------------------------------------------------------- |
| 陳誠   | 無   | 官邸地址為大安區信義路，已不存。其家族於大安區仁愛路另有一宅邸。     |
| 嚴家淦 | 重慶 | 官邸位於中正區重慶南路，繼任總統後繼續沿用。                         |
| 謝東閔 | 無   | 自宅位於士林區至善路。                                               |
| 李登輝 | 大安 | 任職早期官邸位於大安區大安路，後經過官邸搬遷至繼任總統後皆繼續沿用。 |
| 李元簇 | 崇實 | 官邸位於中山區大直崇實路。                                           |
| 連戰   | 敦化 | 自宅位於大安區敦化南路。                                             |
| 呂秀蓮 | 仁愛 | 官邸位於大安區仁愛路。                                               |
| 蕭萬長 | 長安 | 自宅位於中山區長安東路。                                             |
| 吳敦義 | 和平 | 自宅位於中正區和平西路。                                             |
| 陳建仁 | 平安 | 由其天主教信仰中取「平安喜樂」而來。原使用「聖家」為代號。           |
| 賴清德 | 萬里 | 出生地為今日新北市萬里區。                                           |
| 蕭美琴 | 安平 | 象徵其出身地臺南市之地名，台灣第一個國際化的地方安平。               |

註：中華民國政府遷台後，副總統李宗仁未曾至臺灣履行職務，因此並無官邸，故不予以羅列。